# Robert Parrish
Robert R. Parrish (Columbus, 4 de janeiro de 1916 – Southampton, 4 de dezembro de 1995), foi um diretor de cinema, editor, escritor e ator infantil americano. Ele recebeu um Oscar de Edição de Filme por sua contribuição para Body and Soul (1947).

## Filmografia selecionada

### Diretor
- The Mob (1951)
- Cry Danger (1951)
- Remember That Face (1951)
- Assignment – Paris! (1952)
- My Pal Gus (1952)
- Rough Shoot (1953)
- The Purple Plain (1954)
- Lucy Gallant (1955)
- Fire Down Below (1957)
- Saddle the Wind (1958)
- The Wonderful Country (1959)
- In the French Style (1963)
- Up from the Beach (1965)
- Casino Royale (1967)
- The Bobo (1967)
- Duffy (1968)
- Doppelgänger (1969)
- A Town Called Bastard (1971)
- The Marseille Contract (1974)

### Editor
- The Battle of Midway (1942)
- How to Operate Behind Enemy Lines (1943)
- German Industrial Manpower (1943)
- December 7th (1943)
- That Justice Be Done (1945)
- The Nazi Plan (1945)
- A Double Life (1947)
- Body and Soul (1947; com Francis D. Lyon)
- No Minor Vices (1948)
- All the King's Men (1949; com Al Clark)
- Caught (1949)
- No Sad Songs for Me (1950; com W. Lyon)
- Of Men and Music (1951)

## Leitura Adicional
- Holmstrom, John (1996). The Moving Picture Boy: An International Encyclopaedia from 1895 to 1995. Norwich: Michael Russell. p. 71. ISBN 9780859551786. OCLC 37491135
- Van Gelder, Lawrence. «Robert Parrish, 79, Film Editor-Director, Dies». The New York Times